# Lloyd Brasileiro
Lloyd Brasileiro (Companhia de Navegação Lloyd Brasileiro), também chamado de Loide Brasileiro foi uma companhia estatal ou paraestatal, de navegação brasileira.

## Histórico
Fundada em 19 de fevereiro de 1894, no ano de vigência da Constituição que se sucedeu a Proclamação da República, após o governo do marechal Deodoro da Fonseca. Pela incorporação ou encampação de diversas empresas de navegação.
Como sendo um dos vencedores da Segunda Guerra Mundial, o Brasil incorporou navios Alemães a sua frota estatal apreendidos durante o periodo de Guerra. As embarcações foram vendidas pelo governo na decada de 90.
A empresa foi extinta em outubro de 1997, durante o governo do presidente Fernando Henrique Cardoso com o plano nacional de desestatização.

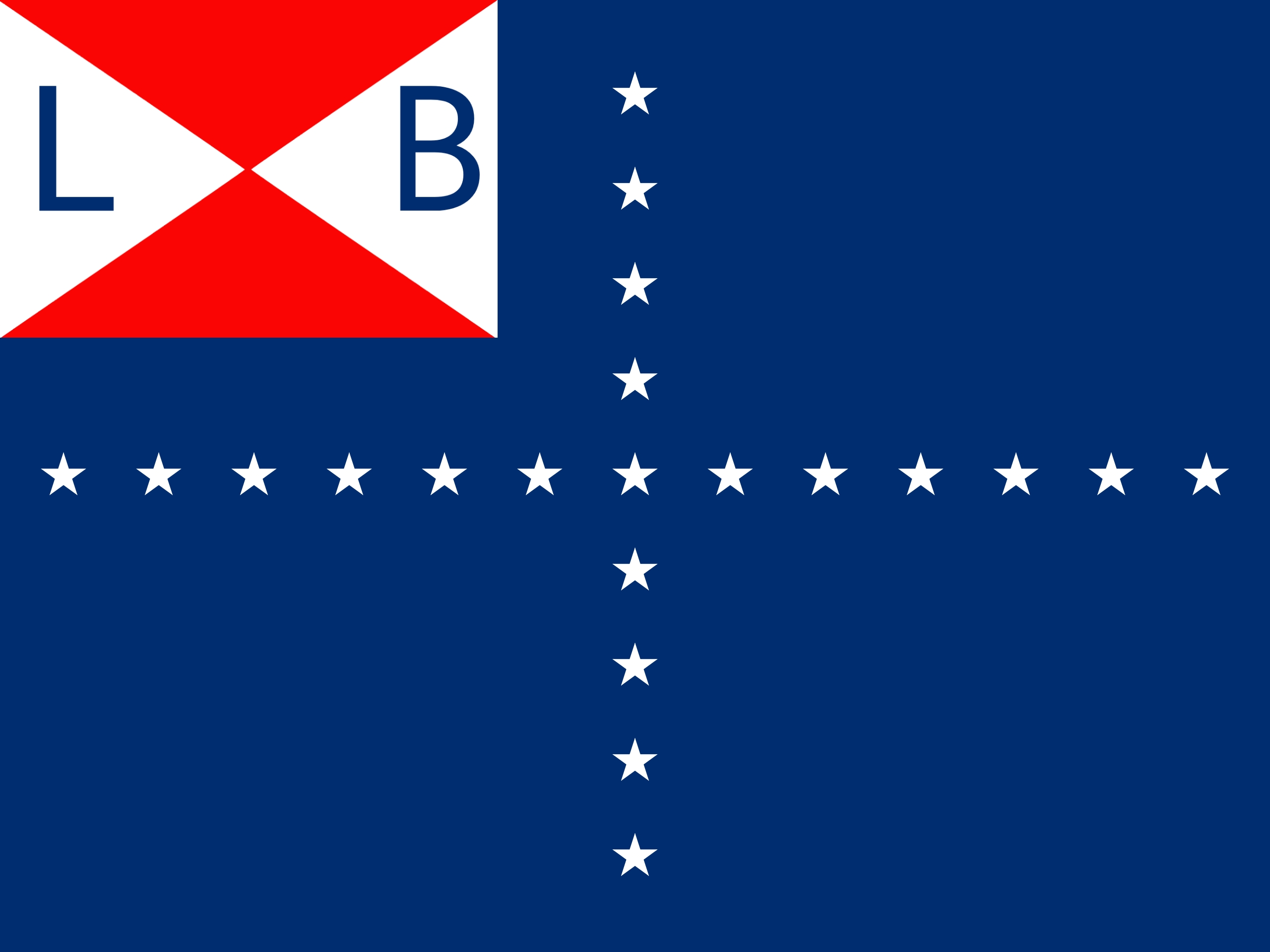
Bandeira da empresa.
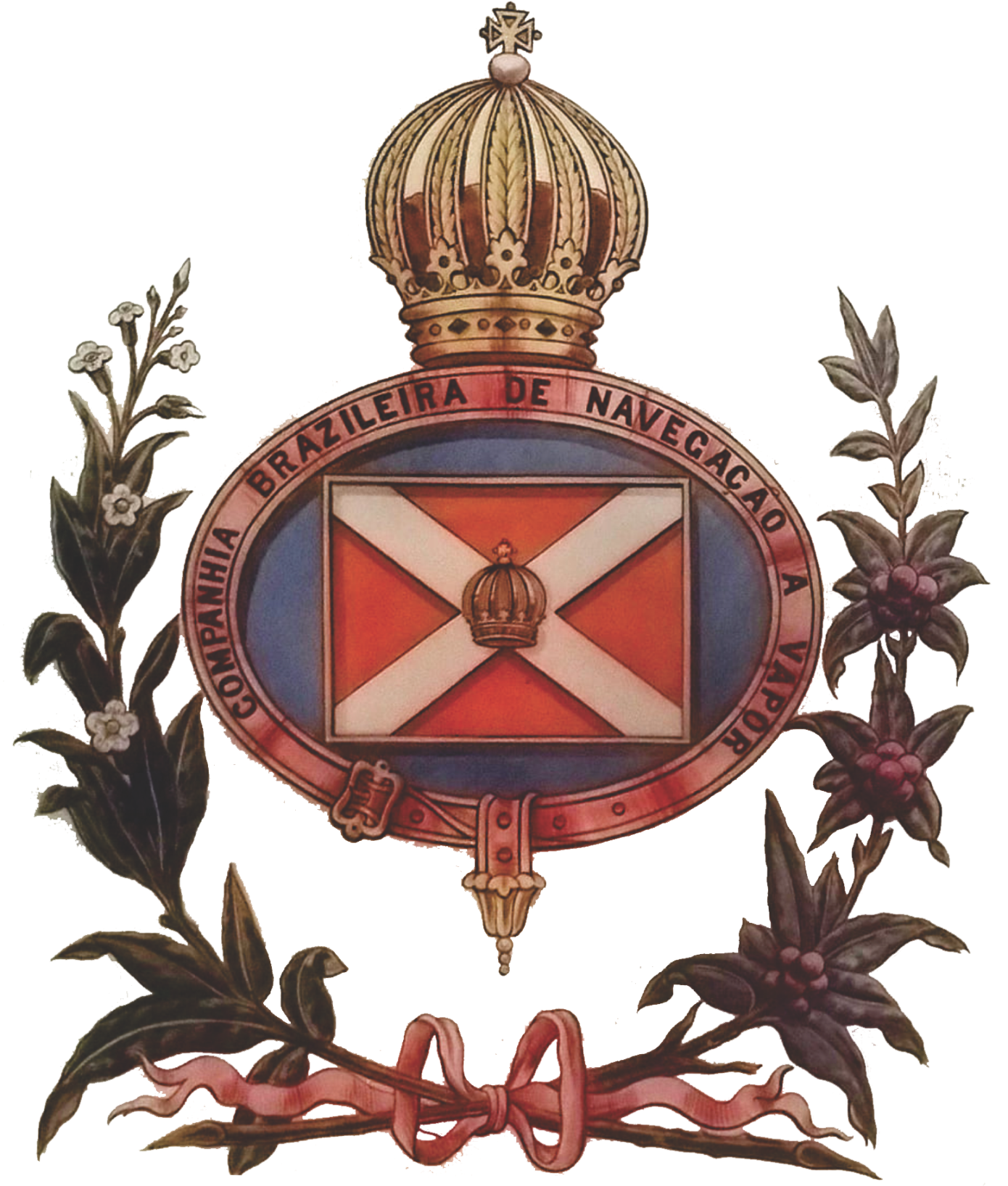
Marca da Companhia Brasileira de Navegação a Vapor, uma das empresas encampadas pela Lloyd.
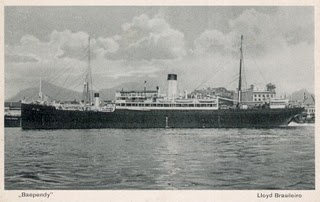
SS Baependy um dos navios do Lloyd Brasileiro
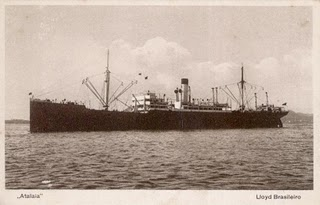
SS Atalaia desaparecido no Oceano Atlântico em 1941.